# Flying
A Flying egy instrumentális szám, amelyet az angol The Beatles rockegyüttes rögzített és az 1967-es Magical Mystery Tour brit kiadású dupla középlemezen vagy amerikai kiadású albumon jelent meg először. Ez az egyike azon kevés daloknak, amelynek mind a négy tagja (vagyis John Lennon, Paul McCartney, George Harrison és Ringo Starr) szerzőként van megjelölve.

## Eredete
Az 1965-ös 12-Bar Original óta az első instrumentális dal, amelyet a Beatles írt, és ez volt az első olyan dal, amelyen a banda mind a négy tagja szerzőként van megjelölve: Harrison/Lennon–McCartney/Starkey név alatt. A 12-Bar Original-hoz hasonlóan ez is a klasszikus tizenkét ütemes blues akkordmeneten alapult.
A dalt 1967. szeptember 8-án vették fel mellotron, gitár, basszusgitár, maracas, dob és később a szalaghurok felülszúrásával szeptember 28-án, amelynek eredeti címe Aerial Tour Instrumental volt. A felvétel végén eredetileg egy pörgős, hagyományos New Orleans-i jazz-hatású coda szerepelt, de ezt eltávolították, és végül egy szalaghurkokat tartalmazó befejezéssel helyettesítették, amelyet John Lennon és Ringo Starr készítettek a szeptember 28-i ülés során. A hurkok meghosszabbították a dalt 9 perc 38 másodpercre, de végül a számot lerövidítették 2 perc 17 másodpercre . A hurkok egy részét a befejező jazz-szekvencia egy eleme mellett használták fel, hogy elkészítsék a The Bus nevű mellékes darabot, amelyet a tévéfilm különböző pontjain használnak fel.

## Rögzítése
A felvételen és hivatalosan kiadott számon Lennon játssza a főtémát a mellotronon, akit McCartney és Harrison (mindkettő gitáron, majd egy picivel később McCartney basszusgitáron) és Starr (maracason, valamint dobon) kísér. Mind a négy Beatle szöveg nélkül énekli a dallamot, és a végefelé elhalványul a Lennon és Starr által létrehozott szalageffektusok által. Ez a kiadott verzió megegyezik a Magical Mystery Tour film hangsávján hallhatóval: a zenét a filmben az izlandi tájról repülőgépből készült, színváltoztató képek kísérik, valamint néhány fel nem használt felvétel Stanley Kubrick 1964-es, a Dr. Strangelove, avagy rájöttem, hogy nem kell félni a bombától, meg is lehet szeretni című filmjéből.
Egy másik változat megtalálható néhány Beatles kalóz albumon (például a Back-track 1-en), amely Hammond-orgonát és furcsa sípoló zajokat tartalmaz a szám elején. A jazz-hatású befejezés ezen változatban valamivel rövidebb, és 2:08 körül hallható. Ez a coda, amelyről Mark Lewisohn azt feltételezte, hogy „látszólag pontosan egy azonosíthatatlan modern jazzlemezről másolták le”, valójában egy mellotronon játszották. (Az ismert hangszermintákon kívül a mellotronoknál egy popzenekar egész adata volt, amely népszerű zenei stílusokat játszott, választható kísérettel. A darab itt Dixieland ritmusú mellotron beállítással hangzott el.)

## Fogadtatása
Richard Goldstein, a The New York Times munkatársa úgy vélte, hogy a szám „instrumentális közjátékként érdekesebb, már csak azért is, mert szerényebb [az album többi részénél]”. Robert Christgau azt mondta, hogy a szám "csak egy kicsivel Paul Mauriat felett volt, nem rossz, de nem a mi fiúink". Rex Reed az albumról a Stereo Review számára írt rendkívül kedvezőtlen kritikában azt mondta, hogy "úgy hangzik, mint egy régi Maria Montez dzsungelfilm filmzenéje, nagyjából azon a ponton, ahol a kántáló népet a kobrákkal táplálja".

## Közreműködött
Ian Macdonald szerint:
- John Lennon – ének, Mellotron, Hammond-orgona, hangeffektek
- Paul McCartney – ének, basszusgitár, gitár
- George Harrison – ének, gitár
- Ringo Starr – ének, dob, maracas, hangeffektek

## Fordítás
Ez a szócikk részben vagy egészben  a   Flying (Beatles instrumental) című angol Wikipédia-szócikk fordításán alapul.  Az eredeti cikk szerkesztőit annak laptörténete sorolja fel. Ez a jelzés csupán a megfogalmazás eredetét és a szerzői jogokat jelzi, nem szolgál a cikkben szereplő információk forrásmegjelöléseként.

## Külső hivatkozások
Allan W. Pollack megjegyzései a Flying dalról